# Спурий Постумий Альб Региллен (военный трибун)
Спурий Постумий Альб Региллен (лат. Spurius Postumius Albus Regillensis; V век до н. э.) — римский политический деятель из патрицианского рода Постумиев, военный трибун с консульской властью 432 года до н. э.
Коллегой Спурия Постумия по должности стали ещё два патриция: Луций Пинарий Мамерцин и Луций Фурий Медуллин. 432 год до н. э. оказался мирным. К важным внутриполитическим событиям этого года Тит Ливий относит принятие по инициативе народных трибунов одного из первых законов против злоупотреблений на выборах. Правда, многие исследователи считают, что такое законодательство появилось существенно позже.
Спурий Постумий был легатом в войске диктатора Авла Постумия Туберта, действовавшем в 431 году до н. э. против вольсков и эквов.